# Ківшик
Кі́вшик — село в Україні, у Роменському районі Сумської області. Населення становить 94 осіб. Входить до складу Недригайлівської селищної громади. До 2020 року орган місцевого самоврядування — Тернівська селищна рада.

## Географія
Ківшик знаходиться на лівому березі річки Терн, вище за течією на відстані 1,5 км розташоване село Черепівка (Конотопський район), нижче за течією примикає  селище Терни, на протилежному березі — село Гострий Шпиль. По селу протікає пересихаючий струмок з загатою. Поруч проходять автомобільна дорога Т 1904 і вузькоколійна залізнична гілка Терни — Білопілля.

## Історія
12 червня 2020 року, відповідно до розпорядження Кабінету Міністрів України № 723-р «Про визначення адміністративних центрів та затвердження територій територіальних громад Сумської області», село увійшло до складу Недригайлівської селищної громади.
19 липня 2020 року, в результаті адміністративно-територіальної реформи та ліквідації Недригайлівського району, село увійшло до складу новоутвореного  Роменського району.

## Населення

### Мова
Розподіл населення за рідною мовою за даними перепису 2001 року:
| Мова       | Кількість | Відсоток |
| ---------- | --------- | -------- |
| українська | 92        | 97.87%   |
| російська  | 2         | 2.13%    |
| Усього     | 94        | 100%     |